# 佐原太郎右衛門
佐原 太郎右衛門（さばら たろうえもん、天和2年（1682年） - 享保15年1月21日（1730年3月9日））は、江戸時代中期の農民、義民。

## 経歴・人物
陸奥国信夫郡佐原村の人物。享保14年（1729年）の信夫・伊達郡一揆の頭取。3月に大森・川俣代官所支配の54の村は幕府の大森代官所に年貢減免などを強訴。その後、太郎右衛門は江戸下谷長者町白子屋に潜伏し、訴状や追訴状を目安箱へ投入した。9月に幕府は一揆の謀者94名を処罰。太郎右衛門は村に不在のまま追放刑となる。12月江戸で捕らえられ、翌年佐原村荒田口で獄門に処された。